# Frank Cuhel
Frank Cuhel (Estados Unidos, 28 de septiembre de 1904-22 de febrero de 1943) fue un atleta estadounidense, especialista en la prueba de 400 m vallas en la que llegó a ser subcampeón olímpico en 1928.

## Carrera deportiva
En los JJ. OO. de Ámsterdam 1928 ganó la medalla de plata en los 400 m vallas, empleando un tiempo de 53.6 segundos, llegando a meta tras el británico David Burghley que con 53.4 s batió el récord olímpico, y por delante del también estadounidense Frederick Morgan Taylor (bronce).